# Будановка (Курская область)
Буда́новка — деревня в Золотухинском районе Курской области России. Административный центр Будановского сельсовета.

## География
Деревня находится в северной части Курской области, в пределах северо-западной части Тимско-Щигровской гряды, в лесостепной зоне, на левом берегу ручья Мощенка, вблизи места впадения его в реку Тускарь, на расстоянии примерно 12 км (по прямой) к югу от Золотухино, административного центра района. Абсолютная высота — 182 м над уровнем моря.
Климат
Климат характеризуется как умеренно континентальный, с тёплым летом и умеренно холодной зимой. Среднегодовая температура — 5,5 °C. Средняя температура воздуха самого тёплого месяца (июля) — 18,7 °C (абсолютный максимум — 37 °C); самого холодного (января) — −9,3 °C (абсолютный минимум — −35 °C). Продолжительность безморозного периода составляет в среднем 150—160 дней. Среднегодовое количество атмосферных осадков составляет 587 мм, из которых 375 мм выпадает в период с апреля по октябрь.
Часовой пояс
Деревня Будановка, как и вся Курская область, находится в часовой зоне МСК (московское время). Смещение применяемого времени относительно UTC составляет +3:00.

## Население
| 2002 | 2010  |
| ---- | ----- |
| 2089 | ↘1889 |

Половой состав
По данным Всероссийской переписи населения 2010 года, в половой структуре населения мужчины составляли 45,1 %, женщины — соответственно 54,9 %.
Национальный состав
Согласно результатам переписи 2002 года, в национальной структуре населения русские составляли 97 %.

## Улицы
| - ул. 8 Марта, - ул. Ватутина, - ул. Гвардейская, - ул. Колхозная, | - ул. Ленина, - ул. Набережная, - ул. Октябрьская, - ул. Почтовая, | - ул. Пролетарская, - ул. Садовая, - ул. Советская. |